# Alice Lowe
Alice Eva Lowe (Coventry, 3 aprile 1977) è un'attrice, comica e regista britannica.
Attiva sia in televisione che al cinema, ha diretto e recitato da protagonista nella commedia dell'orrore Prevenge.

## Biografia
Dopo essersi diplomata presso in studi classici, Lowe ha iniziato a praticare teatro e spettacoli comici durante gli anni dell'università. Inizia dunque a lavorare in spettacoli comici a teatro o comunque dal vivo, approdando per la prima volta in televisione nel 2001 all'interno della trasmissione Comedy Lab. Negli anni successivi Lowe appare in svariate serie e trasmissioni televisive, dedicandosi prevalentemente a sitcom. A partire dal 2009 inizia a sceneggiare alcune opere in cui appare anche come attrice, tra cui il film TV LifeSpam: My Child Is French e  il film Killer in viaggio: in quest'ultimo è inoltre co-protagonista insieme a Steve Oram. A partire dal 2010 prende regolarmente parte alla trasmissione televisiva Horrible Histories. Nel 2016 esordisce come regista per il film Prevenge, in cui è anche sceneggiatrice e interprete della protagonista. Nel 2018 è fra gli interpreti principali di Black Mirror: Bandersnatch, il primo film interattivo realizzato dalla piattaforma Netflix.

## Vita privata
Lowe ha una figlia chiamata Della Synnott, avuta con il suo partner Paul Synnott.

## Filmografia

### Cinema
- Kill List, regia di Ben Wheatley (2011)
- Killer in viaggio, regia di Ben Wheatley (2012)
- La fine del mondo, regia di Edgar Wright (2013)
- Locke, regia di Steven Knight (2013)
- Elettricità, regia di Bryn Higgins (2014)
- Paddington, regia di Paul King (2014)
- Black Mountain Poets, regia di Jamie Adams (2015)
- Aaaaaaaah!, regia di Steve Oram (2015)
- Burn Burn Burn, regia di Chanya Button (2015)
- Adult Life Skills, regia di Rachel Tunnard (2016)
- IAmStarDam, regia di Lee Lennox e Wayne Lennox (2016)
- Prevenge, regia di Alice Lowe (2016)
- Chubby Funny, regia di Harry Michell (2016)
- The Ghoul, regia di Gareth Tunley (2016)
- Wild Honey Pie, regia di Jamie Adams (2018)
- Solis - Trappola nello spazio, regia di Carl Strathie (2019)
- Sometimes Always Never, regia di Carl Hunter (2018)
- The Fight, regia di Jessica Hynes (2018)
- Black Mirror: Bandersnatch, regia di David Slade (2018)
- Boyz in the Wood, regia di Ninian Doff (2019)
- Days of the Bagnold Summer, regia di Simon Bird (2019)
- Dark Encounter, regia di Carl Strathie (2019)
- Bellezza infinita, regia di Craig Roberts (2019)
- Paul Dood's Dealy Lunch Break, regia di Nick Gillespie (2021)
- God's Petting You, regia di Jamie Patterson (2022)
- The Almond and the Seahorse, regia di Celyn Jones e Tom Stern (2022)
- Timestalker, regia di Alice Lowe (2024)

### Televisione
- Black Book – Serie TV, 1 episodio (2004)
- My Life in Film – Serie TV, 6 episodi (2004)
- The Mighty Bush – Serie TV, 1 episodio (2005)
- Little Britain – Serie TV, 2 episodi (2005)
- The IT Crowd – Serie TV, 1 episodio (2006)
- Snuff Box – Miniserie TV, 1 episodio (2006)
- Coming Up – Serie TV, 1 episodio (2006)
- Star Stories – Serie TV, 1 episodio (2006)
- Pulling – Serie TV, 1 episodio (2006)
- Angelo's – Serie TV, 6 episodi (2007)
- Beautiful People – Serie TV, 1 episodio (2009)
- Come Fly with Me – Serie TV, 1 episodio (2010)
- Missing Scene – Film TV, regia di Matthew Stott, David Bussell e Ben Ricketts (2010)
- This Is Jinsy – Serie TV, 16 episodi (2011-2014)
- Skins – Serie TV, 1 episodio (2012)
- Sherlock – Serie TV, 1 episodio (2014)
- Crackanory – Serie TV, 2 episodi (2014)
- Inside No. 9 – Serie TV, 1 episodio (2015)
- Carters Get Rich – Serie TV, 1 episodio (2017)
- Flowers – Serie TV, 1 episodio (2018)
- Hang Ups – Serie TV, 3 episodi (2018)
- Hitmen – Serie TV, 1 episodio (2019)
- Back – Serie TV, 1 episodio (2019)
- Bloods – Serie TV, 1 episodio (2019)
- Lockwood & Co. – Serie TV, 2 episodi (2023)
- Partygate – Serie TV, 1 episodio (2023)

## Programmi televisivi
- Comedy Lab – 3 episodi (2001-2004)
- Garth Marenghi's Darkplace – 6 episodi (2004)
- Annual Retentive – 3 episodi (2006-2007)
- Hot Fuzz (2007)
- Katy Brand's Big Ass Show (2007)
- Beehive (2008)
- LifeSpam: My Child Is French (2009)
- Horrible Histories (2010-2011)
- BBC Nought (2011)
- Ruddy Hell! It's Harry and Paul (2012)
- BBC Comedy Feeds (2014)
- Drunk History: UK (2015)